# Дурнталер, Райнхольд
Райнхольд Дурнталер (нем. Reinhold Durnthaler, 29 ноября 1942, Фельдкирхен, Каринтия, Германия — 25 октября 2017,Фельдкирхен-ин-Кернтен, Каринтия, Австрия) — австрийский бобслеист, разгоняющий, выступавший за сборную Австрии в 1960-е годы. Участник двух зимних Олимпийских игр, обладатель серебряной медали Инсбрука, серебряный призёр Гренобля, чемпион мира и Европы.

## Биография
Райнхольд Дурнталер родился 29 ноября 1942 года в коммуне Фельдкирхен, земля Каринтия. С ранних лет увлёкся спортом, позже заинтересовался бобслеем и прошёл отбор в национальную сборную Австрии, присоединившись к ней в качестве разгоняющего. Сразу стал показывать неплохие результаты, на чемпионате мира 1963 года в Игльсе выиграл бронзу в зачёте четвёрок и, благодаря этому успеху, удостоился права защищать честь страны на Олимпийских играх 1964 года в Инсбруке, где, находясь в составе четырёхместного экипажа, завоевал серебряную медаль. Кроме того, его команда боролась здесь за место на подиуме в программе двухместных экипажей, но по итогам всех заездов оказалась лишь на девятой позиции.
Не менее удачным получился сезон 1967 года, когда он стал чемпионом Европы в двойках и серебряным призёром в четвёрках, а также пополнил медальную коллекцию золотом с чемпионата мира в Альп-д'Юэз. Ездил соревноваться на Олимпийские игры 1968 года в Гренобль, где добился того же результата, что и в прошлый раз — серебряная медаль в четвёрках. В двойках вновь выступил менее успешно, финишировав четвёртым.
В 1969 году добавил в послужной список ещё одну золотую награду европейского достоинства, приехав первым на состязаниях в итальянской Червинии. Конкуренция в сборной сильно возросла, поэтому вскоре Райнхольд Дурнталер принял решение завершить карьеру профессионального спортсмена, уступив место молодым австрийским бобслеистам.
Скончался 25 октября 2017 года .